# Колокуда
Колоку́да (рос. Колокуда, марій. Колыгудо) — присілок у складі Совєтського району Марій Ел, Росія. Входить до складу Верх-Ушнурського сільського поселення.

## Населення
Населення — 102 особи (2010; 101 у 2002).
Національний склад (станом на 2002 рік):
- марі — 100 %